# Генделевский фестиваль в Гёттингене

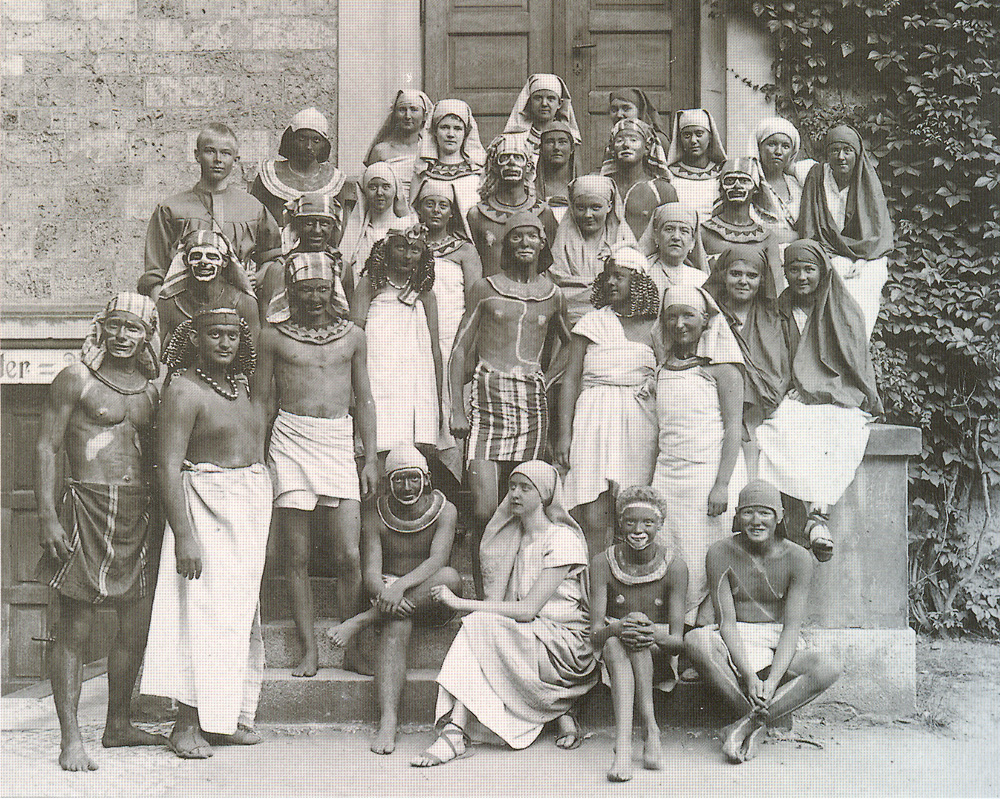
Хор египтян из оперы Генделя «Юлий Цезарь» на Генделевском фестивале 1922 года

Генделевский фестиваль в Гёттингене (нем. Internationale Händel-Festspiele Göttingen) — ежегодный фестиваль старинной музыки в Гёттингене, посвящённый в первую очередь музыке Георга Фридриха Генделя. Программа фестиваля длится не менее двух дней, в один из которых ставится одна из опер Генделя, в другой проводится концерт с исполнением нескольких его ораторий наряду с так или иначе перекликающимися с ними сочинениями современников композитора.
Фестиваль был основан в 1920 году искусствоведом Оскаром Хагеном, по инициативе которого была впервые после почти двухсотлетнего перерыва поставлена опера Генделя «Роделинда». Под руководством Хагена в начале 1920-х гг. эстетика постановок была отмечена сильным влиянием экспрессионизма (первым сценографом фестиваля выступал Пауль Тирш), а музыка подвергалась значительным коррективам. Ранняя критика окрестила фестиваль «Генделевским Байройтом». После кризиса на рубеже десятилетий (в 1928—1933 гг. фестиваль не проводился) акцент заметно сместился в сторону исторической корректности, особенно значительным был фестиваль 1937 года, на котором приглашённым дирижёром выступил руководитель Музыкальной палаты Третьего Рейха Петер Раабе.
В разные годы среди художественных руководителей фестиваля были Фриц Леман (1934—1953), Джон Элиот Гардинер (1981—1990), Николас Макгеган (1991—2011), Лоуренс Каммингс (с 2012 г.).
Международный авторитет фестиваля значительно упрочило появление начиная с 1990-х гг. многочисленных записей опер и ораторий, сделанных непосредственно на фестивале или на основе подготовленных для фестиваля исполнений.